# Tony Award/Beste Nebendarstellerin
Für den Tony Award/Beste Nebendarstellerin können alle Darstellerinnen, die in Theaterstücken und Musicals im Laufe des Jahres am Broadway in New York gespielt haben, nominiert werden. Der Tony Award für die beste Leistung in einer weiblichen Nebenrolle in einem Theaterstück ging bisher an:

## 1947–1949
- 1947: Patricia Neal (in Another Part of the Forrest)
- 1948: Keine Auszeichnung vergeben
- 1949: Shirley Booth (in Goodbye, My Fancy)

## 1950–1959
- 1950: Keine Auszeichnung vergeben
- 1951: Maureen Stapleton (in Die tätowierte Rose)
- 1952: Marian Winters (in I Am a Camera)
- 1953: Beatrice Straight (in Hexenjagd)
- 1954: Jo Van Fleet (in The Trip to Bountiful)
- 1955: Patricia Jessel (in Zeugin der Anklage)
- 1956: Una Merkel (in The Ponder Heart)
- 1957: Peggy Cass (in Auntie Mame)
- 1958: Anne Bancroft (in Two For The Seesaw)
- 1959: Julie Newmar (in The Marriage-Go-Round)

## 1960–1969
- 1960: Anne Revere (in Toys in the Attic)
- 1961: Colleen Dewhurst (in All the Way Home)
- 1962: Elizabeth Ashley (in Take Her, She's Mine)
- 1963: Sandy Dennis (in A Thousand Clowns)
- 1964: Barbara Loden (in After the Fall)
- 1965: Alice Ghostley (in The Sign in Sidney Brustein's Window)
- 1966: Zoe Caldwell (in Slapstick Tragedy)
- 1967: Marian Seldes (in A Delicate Balance)
- 1968: Zena Walker (in Joe Egg)
- 1969: Jane Alexander (in The Great White Hope)

## 1970–1979
- 1970: Blythe Danner (in Butterflies Are Free)
- 1971: Rae Allen (in And Miss Reardon Drinks a Little)
- 1972: Elizabeth Wilson (in Sticks and Bones)
- 1973: Leora Dana (in The Last of Mrs. Lincoln)
- 1974: Frances Sternhagen (in The Good Doctor)
- 1975: Rita Moreno (in The Ritz)
- 1976: Shirley Knight (in Kennedy's Children)
- 1977: Trazana Beverley (in For Colored Girls Who Have Considered Suicide/When the Rainbow is Enuf)
- 1978: Ann Wedgeworth (in Chapter Two)
- 1979: Joan Hickson (in Bedroom Farce)

## 1980–1989
- 1980: Dinah Manoff (in I Ought to be in Pictures)
- 1981: Swoosie Kurtz (in Fifth of July)
- 1982: Amanda Plummer (in Agnes of God)
- 1984: Judith Ivey (in Steaming)
- 1984: Christine Baranski (in The Real Thing)
- 1985: Judith Ivey (in Hurlyburly)
- 1986: Swoosie Kurtz (in The House of Blue Leaves)
- 1987: Mary Alice (in Fences)
- 1988: L. Scott Caldwell (in Joe Turner's Come and Gone)
- 1989: Christine Baranski (in Rumors)

## 1990–1999
- 1990: Margaret Tyzack (in Lettice and Lovage)
- 1991: Irene Worth (in Lost in Yonkers)
- 1992: Bríd Brennan (in Dancing at Lughnasa)
- 1993: Debra Monk (in Redwood Curtain)
- 1994: Jane Adams (in An Inspector Calls)
- 1995: Frances Sternhagen (in The Heiress)
- 1996: Audra McDonald (in Master Class)
- 1997: Lynne Thigpen (in An American Daughter)
- 1998: Anna Manahan (in The Beauty Queen of Leenane)
- 1999: Elizabeth Franz (in Tod eines Handlungsreisenden)

## 2000–2009
- 2000: Blair Brown (in Kopenhagen)
- 2001: Viola Davis (in King Hedley II)
- 2002: Katie Finneran (in Noises Off)
- 2003: Michele Pawk (in Hollywood Arms)
- 2004: Audra McDonald (in A Raisin in the Sun)
- 2005: Adriane Lenox (in Doubt)
- 2006: Frances de la Tour (in The History Boys)
- 2007: Jennifer Ehle (in The Coast of Utopia)
- 2008: Rondi Reed (in August: Osage County)
- 2009: Angela Lansbury (in Blithe Spirit)

## 2010–2019
- 2010: Scarlett Johansson (in A View From the Bridge)
- 2011: Ellen Barkin (in The Normal Heart)
- 2012: Judith Light (in Other Desert Cities)
- 2013: Judith Light (in The Assembled Parties)
- 2014: Sophie Okonedo (in A Raisin in the Sun)
- 2015: Annaleigh Ashford (in You Can't Take It With You)
- 2016: Jayne Houdyshell (in The Humans)
- 2017: Cynthia Nixon (in The Little Foxes)
- 2018: Laurie Metcalf (in Three Tall Women)
- 2019: Celia Keenan-Bolger (in To Kill a Mockingbird)

## Seit 2020
- 2020/2021: Lois Smith (in The Inheritance)
- 2022: Phylicia Rashad (in Skeleton Crew)
- 2023: Miriam Silverman (in The Sign in Sidney Brustein’s Window)
- 2024: Kara Young (in Purlie Victorious: A Non-Confederate Romp through the Cotton Patch)